# (162755) Spacesora
(162755) Spacesora est un astéroïde de la ceinture principale.

## Description
(162755) Spacesora est un astéroïde de la ceinture principale. Il fut découvert le 28 novembre 2000 à Kuma Kogen par Akimasa Nakamura. Il présente une orbite caractérisée par un demi-grand axe de 2,42 UA, une excentricité de 0,12 et une inclinaison de 5,3° par rapport à l'écliptique.

## Compléments